# Wisteria villosa
Wisteria villosa är en ärtväxtart som beskrevs av Alfred Rehder. Wisteria villosa ingår i släktet blåregnssläktet, och familjen ärtväxter. Inga underarter finns listade i Catalogue of Life.